# Соперничество футбольных клубов «Лутон Таун» и «Уотфорд»
Юго-восточные английские футбольные клубы «Лутон Таун» и «Уотфорд» были соперниками с момента их образования в конце 19 века. Клубы, соответственно, из Лутона, Бедфордшир, и Уотфорда, Хартфордшир, и по этой причине матч между двумя командами иногда называют «Дерби Бедс-Хертс». Другое название, которое иногда используется в прессе, — «Дерби M1», происходящее от автомагистрали M1, которая проходит через оба города.
Оба клуба были основаны в 1880-х годах (Уотфорд в 1881 году и Лутон Таун в 1885 году), а первая зарегистрированная игра между ними состоялась 5 декабря 1885 года, когда Уотфорд Роверс обыграли Лутон Таун со счетом 1:0 в товарищеском матче на Vicarage Meadow. Два клуба впервые встретились на соревнованиях в третьем раунде квалификации Кубка Англии 1898-99 годов 29 октября 1898 года на Данстейбл-роуд. Это привело к ничьей 2:2, а «Лутон Таун» выиграл переигровку на Кассио-роуд 2 ноября 1898 года со счетом 1:0. С тех пор было проведено 119 соревнований Beds-Herts Derbies. «Лутон Таун» держит рекорд в этих матчах: 54 победы против 37 у «Уотфорда»; было 29 розыгрышей. Самым решающим результатом в игре «Лутон Таун» — «Уотфорд» стала победа «Лутон Таун» со счетом 5:0 на Кенилворт-роуд в январе 1926 года. Было три случая матчей, законченных со счетом 4:0, два из которых выиграл «Уотфорд»; в сентябре 1929 года Лутон Таун обыграл Уотфорд со счетом 4:0 на Викаридж-роуд, в октябре 1997 года Уотфорд обыграл Лутон Таун со счетом 4:0 на Кенилворт-роуд, а 25 лет спустя Уотфорд выиграл со счетом 4:0 в октябре 2022 года на Викаридж-роуд.
«Уотфорд» и «Лутон Таун» регулярно играли друг с другом в Южной лиге, а после образования Третьего Южного дивизиона в сезоне 1920-21 играли каждый сезон до 1936-37, когда «Лутон Таун» перешел во второй дивизион. Это и Вторая мировая война отделили команды от соревнований в лиге до 1963-64, когда они снова встретились, на этот раз в третьем дивизионе. Враждебность между клубами, как игроками, так и болельщиками, усилилась в конце 1960-х и 1970-х годах и достигла пика в 1980-х, когда обе команды играли в высшем Первом дивизионе. «Уотфорд» вылетел в низшую лигу в конце сезона 1987-88, а «Лутон Таун» последовал за ним четыре года спустя. Клубы регулярно играли друг против друга в лиге в течение шести сезонов 1990-х годов на втором и третьем уровнях английского футбола.
Начиная с сезона 1997-98, в конце которого «Уотфорд» выиграл повышение, команды не встречались регулярно, поскольку «Уотфорд» играл в более высоких дивизионах, чем «Лутон Таун», в течение 21 из последних 23 сезонов, в том числе когда «Лутон Таун» был переведен в не- футбольная лига. За последние шестнадцать сезонов между двумя командами было всего четыре встречи в лиге, сыгранные в сезонах 2005-06, 2020-21 и 2022-23. Все четыре встречи состоялись в рамках чемпионата Футбольной лиги, второго уровня английского футбола. В сезоне 2005-06 «Уотфорд» выиграл со счетом 2-1 на Кенилворт-роуд и сыграл вничью 1-1 на Викаридж-роуд в конце того же сезона. Уотфорд снова выиграл повышение. В сезоне 2020-21 «Уотфорд» выиграл со счетом 1: 0 на Викаридж-роуд 26 сентября 2020 года. «Лутон Таун» выиграл обратный матч со счетом 1: 0 на Кенилворт-роуд 17 апреля 2021 года. Таким образом, трофеи за сезон были разделены; но, когда всего несколько дней спустя было подтверждено возвращение «Уотфорда» в Премьер-лигу на один сезон 2021-22, соперничество снова было приостановлено. Однако, когда «Уотфорд» вылетел из Премьер-лиги обратно в Чемпионшип 2022-23, команды встретились 23 октября 2022 года, и «Уотфорд» легко обыграл Лутон 4:0 на Vicarage Road.

## История

### Истоки противостояний
Первый матч между двумя клубами можно датировать 5 декабря 1885 года, когда «Уотфорд Роверс» принимал «Лутон Таун» в товарищеском матче. Уотфорд обыграл Лутон со счетом 1: 0 на Vicarage Meadow в первом матче. Первый матч на Дэллоу-лейн в Лутоне состоялся 20 марта 1886 года — «Уотфорд» выиграл со счетом 3-0. Первый успех Лутона в матче пришелся на Vicarage Meadow 16 октября того же года, где они стали победителями со счетом 4:1. Два товарищеских матча между «Лутон Таун» и «Уэст-Хертс», как теперь более широко называли «Уотфорд Роверс», состоялись в сезоне 1891-92; West Herts выиграл 4:3 в Лутоне, и матч в West Herts закончился вничью. В течение следующих трех сезонов было сыграно еще пять товарищеских матчей, все из которых были выиграны «Лутоном».
В 1930-х годах предполагалось построить завод Vauxhall в Уотфорде, однако из-за популярности фургона Luton Body в то время было впоследствии решено построить завод в Лутоне.

### Южная Футбольная Лига
Лутон Таун не вступал в лигу до 1894—1895 годов, когда они присоединились к Южной лиге. Два года спустя West Herts также присоединился к Южной лиге. Однако, поскольку «Лутон Таун» покинул лигу в том же году, встречи между командами не произошло. Первая соревновательная встреча двух клубов состоялась 29 октября 1898 года, когда «Лутон» сыграл вничью с «Уотфордом» в третьем квалификационном раунде Кубка Англии 1898-99. Вторая встреча состоялась вскоре после этого, поскольку ничья 2: 2 в «Лутоне» означала, что необходима переигровка — «Лутон» проиграл 1: 0 победителям в «Уотфорде». В следующем сезоне «Лутон» снова сыграл вничью с «Уотфордом», и на этот раз «Лутону» понадобилась всего одна попытка, чтобы обыграть «Уотфорд» со счетом 3:2.
Лутон вернулся в Южную лигу в 1900 году, и этот матч стал регулярным в календаре Южной лиги. За исключением сезонов 1903-04, 1912-13 и 1913-14, которые клубы проводили в разных дивизионах, каждый год проводилось по два матча. У «Лутона» был лучший результат, поскольку они выиграли 13 встреч Южной лиги против восьми «Уотфорда». В 1920-21 годах оба клуба стали членами Футбольной лиги, когда Первый дивизион Южной лиги был преобразован в Третий дивизион Футбольной лиги.

### Английская футбольная лига
Матчи в этом дивизионе проводились регулярно до 1937 года, когда Лутон получил повышение. Встреча Южного профессионального кубка Floodlit в 1956-57 годах была выиграна Лутоном со счетом 4-3 на Кенилворт-роуд и была единственной встречей до тех пор, пока Лутон не вернулся в Третий дивизион в 1963-64 годах. «Лутон» снова чуть не вылетел в низшую лигу, но в последней домашней игре сезона против «Уотфорда» «Лутон» выиграл со счетом 2: 1, чтобы обеспечить выживание и лишить Уотфорд продвижения по службе. Год спустя «Лутон» перешел в четвертый дивизион, а «Уотфорд» выиграл оба матча, проведенных в течение двух дней на Рождество. Игра на Кенилворт-роуд закончилась со счетом 4-2 в пользу Уотфорда, а два дня спустя Уотфорд выиграл 2-0 на Викаридж-роуд. Лутон не получал повышения до 1967-68, поэтому до этого матчей не было.

#### Рост известности
В сезоне 1968-69 «Уотфорд» стал чемпионом Третьего дивизиона, возглавляя дивизион почти весь сезон. Это привело к насилию толпы, связанному с растущей известностью матча, и Уотфорд выиграл первое столкновение лиги с Лутоном в том сезоне 1-0 на Vicarage Road. Ответный матч на Кенилворт-роуд изначально планировалось провести в День подарков, но от него отказались из-за тумана при счете 1-1. В конце концов, игра была сыграна после нескольких отсрочек 30 апреля 1969 года, когда «Уотфорд» уже стал чемпионом. Матч превратился в кровавую баню, и три игрока были удалены — двое из Лутона, один из Уотфорда — когда Лутон выиграл 2-1. После игры произошли инциденты между фанатами в Сент-Олбансе, городе между Лутоном и Уотфордом, где проживают фанаты обеих сторон. Год спустя Лутон был переведен во Второй дивизион, чтобы продолжить игру. Однако понижение «Уотфорда» в 1971-72 годах снова положило конец этому.
Стороны не встречались снова до 1979-80, когда «Уотфорд» вернулся на второй уровень. В 1981-82 годах «Лутон» выиграл второй дивизион, а «Уотфорд» занял второе место — обе команды поднялись в высший дивизион. В свой первый сезон в Первом Дивизионе Уотфорд показал себя значительно лучше, чем Лутон, и занял второе место после Ливерпуля чемпионов (и, таким образом, получил квалификацию для европейского футбола в Кубке УЕФА в следующем сезоне), победив Лутон со счетом 5: 2 на Vicarage Road по пути. . Лутон, с другой стороны, избежал вылета только на последней минуте последнего матча сезона. Матч на Кенилворт-роуд 28 апреля 1984 года еще больше обострил соперничество, поскольку, несмотря на победу «Уотфорда» со счетом 2: 1, капитан Уилф Рострон был удален с поля после серии подстрекательств со стороны игроков «Лутона»; Это означает, что он пропустит финал Кубка Англии 1984 года. Несмотря на то, что в тот день «Уотфорд» был фаворитом, он проиграл «Эвертону» со счетом 2: 0, и даже по сей день большинство болельщиков «Уотфорда» винят в своем проигрыше отсутствие Рострона и, следовательно, Лутона.
Приспособление продолжалось до 1987-88, когда «Уотфорд» вылетел в низшую лигу. Лутон был переведен во второй уровень в 1991-92 годах, и матч продолжился — две команды даже вместе вылетели в 1995-96 годах. В 1997-98 годах «Уотфорд» финишировал чемпионом второго дивизиона третьего уровня и попутно выиграл на Кенилворт-роуд со счетом 4: 0 — все четыре гола были забиты в течение первых 32 минут. Матч был омрачен еще большими волнениями толпы, поскольку фанаты «Лутона» пытались помешать фанатам «Уотфорда» покинуть землю, а небольшие очаги бегущих сражений происходили в направлении железнодорожного вокзала. В результате полиция не рискнула вернуться на Викаридж-роуд: большое присутствие полиции гарантировало, что октябрьское насилие не повторится. Игра закончилась вничью 1-1. С повышением «Уотфорда» в конце того сезона матч снова закончился.

#### Противостояние в 21 веке
Встреча Кубка лиги на Викаридж-роуд 10 сентября 2002 г. была омрачена хулиганством (во многом из-за совершенно неумелой подготовки полиции, которую перед матчем предупредили о неприятностях), драками в центре города Уотфорд. , железнодорожный вокзал и подходы к футбольному полю перед матчем. Оказавшись на земле, но перед игрой, болельщики «Лутона» несколько раз выходили на поле, из-за чего начало матча было отложено на четверть часа. Минута молчания, приуроченная к первой годовщине терактов 11 сентября, также была отменена. Когда матч, наконец, начался, Лутон выиграл со счетом 2-1. После игры к уголовной ответственности были привлечены 29 болельщиков; 25 человек из Лутона, некоторым из которых пожизненно запретили посещать все футбольные поля, и четверо из Уотфорда.
Два клуба ненадолго вернулись в один и тот же дивизион, когда «Лутон» выиграл Первую лигу и продвинулся в чемпионат, возобновив соперничество в сезоне 2005-06. На этот раз полиция Лутона и Уотфорда не рискнула повторить трагедию 2002 года. «Уотфорд» выиграл со счетом 2: 1 на Кенилворт-роуд 2 января 2006 года, а ответным матчем стала ничья 1: 1 на Викаридж-роуд 9 апреля. «Уотфорд» завершил сезон переходом в Премьер-лигу, а «Лутон» занял 10-е место. Хотя «Уотфорд» был переведен обратно во второй уровень чемпионата Футбольной лиги в конце сезона 2006-07, «Лутон» одновременно вернулся обратно в третий уровень. В сезоне 2007-08 «Лутон» последовало дальнейшее понижение до четвертого уровня; и еще одно понижение в сезоне 2008-09 (на этот раз за пределами Футбольной лиги) до премьер-министра конференции. Во многом это произошло из-за пристыкованных точек и неэффективного финансового управления.
После перехода «Уотфорда» в Премьер-лигу в конце сезона 2014-15 и их последующей способности остаться там финансовые различия между двумя клубами не могли быть более ярко продемонстрированы. В конце сезона 2021—2022 годов оборот «Уотфорда» составлял около 290 миллионов фунтов стерлингов, при этом клуб занимал 29-е место среди самых богатых футбольных клубов мира. Лутон, для сравнения, имеет крошечный оборот, что означает, что любой будущий восходящий импульс будет строго ограничен. Контраст также можно увидеть на соответствующих стадионах двух клубов: Vicarage Road, Уотфорд за последние десять лет вложил огромные средства в инфраструктуру, в результате чего текущая вместимость составляет 23 700 (увеличение до 30 900 к сезону 2023—2024 годов, в то время как Кенилворт-роуд в Лутоне вмещает всего 9 250 человек. Лутон надеялся переехать на новый стадион ближе к центру города, на месте, которое стало известно как «Стадион Пауэр-Корт», к сезону 2023-24. на конец сезона 2021—2022 гг. Планов по началу строительства не выдвигалось.
По состоянию на конец сезона 2019-20 «Лутон» не выигрывал ни одного матча лиги против «Уотфорда» более 26 лет (с 17 сентября 1994 года, девять матчей — три победы «Уотфорда» и шесть ничьих) или соревновательный матч любого рода против «Уотфорда». Уотфорд более 18 лет (с 10 сентября 2002 года три матча — две победы Уотфорда и одна ничья). Уотфорд был командой с более высоким рейтингом в конце каждого сезона с 1997 года (и в течение 30 из последних 31 сезона, и только в 1996-97 годах Лутон финишировал выше в лиге, чем Уотфорд).
Соперничество в лиге между двумя клубами возобновилось в сезоне 2020-21 впервые за 16 сезонов после того, как «Лутон» боролся за то, чтобы остаться в чемпионате, а «Уотфорд» вылетели из Премьер-лиги в последние дни своих сезонов. Однако болельщики не смогли посмотреть матчи из-за пандемии Covid-19. Уотфорд выиграл первую игру между соперниками со счетом 1: 0 на Vicarage Road в субботу, 26 сентября. Гол забил Жоао Педро на 35-й минуте после того, как Лутон упустил отличный шанс выйти вперед благодаря Джеймсу Коллинзу, который попал в перекладину с двух футов. Счет польстил «Лутону», который не нанес удара в створ в матче и проиграл бы с большим отрывом, если бы не отличные сейвы голкипера Слуги. В обратном матче на Кенилворт-роуд 17 апреля 2021 года «Лутон» заслуженно выиграл игру со счетом 1: 0 с пенальти Джеймса Коллинза на 78-й минуте, достаточном, чтобы закрепить игру, и, хотя они полностью доминировали в игре с Уотфордом, не сделав ни одного броска. забивали в створ на протяжении всей игры, как и в первом матче на Vicarage Road в сентябре, хозяева поля не смогли дальше извлечь выгоду. Таким образом, трофеи на поле в этом сезоне были разделены, но, когда всего несколько дней спустя было подтверждено возвращение «Уотфорда» в Премьер-лигу в сезоне 2021-22, соперничество снова было приостановлено.
Уотфорд вылетел из Премьер-лиги в сезоне 2021-22; в то время как «Лутон» провел свой лучший сезон в EFL за последние десятилетия, заняв 6-е место и выйдя в плей-офф, где они проиграли 1-2 в двух матчах против «Хаддерсфилд Таун». Затем в сезоне чемпионата 2022-23 гг. Соперничество возобновилось. Первая игра была сыграна в Vicarage R.